# Adri Bleuland van Oordt
Adri Bleuland van Oordt foi uma artista neerlandesa e técnica de design no activo por volta de 1877, até à sua morte, em 1944.

## Obras conhecidas
- Retrato de Wilhelmina van Oranje - Nassau (1880-1962)[2]
- Retrato de Joannes Pieter Roetert Tak van Poortvliet (1839-1904)
- Retrato de Christina Louisa Henrietta Geertruida van Oordt (1850-1897)
- Retrato de Daniel de Lange (1841-1918)
- Duas Meninas em Traje Regional (1910)